# Hypothèse de Riemann généralisée
Pour les articles homonymes, voir HRE et HRG.
L'hypothèse de Riemann est l'une des plus importantes conjectures des mathématiques et concerne les zéros de la fonction ζ de Riemann. Divers objets géométriques et arithmétiques peuvent être décrits par ce que l'on appelle les fonctions L globales, qui sont similaires formellement à la fonction zêta de Riemann. On peut alors se poser la même question à propos des zéros de ces fonctions L, fournissant diverses généralisations de l'hypothèse de Riemann. Aucune de ces conjectures n'a été confirmée ou infirmée par une démonstration, mais beaucoup de mathématiciens croient qu'elles sont vraies.
Les fonctions L globales peuvent être associées aux courbes elliptiques, aux corps de nombres (dans ce cas, elles sont appelées fonctions zêta de Dedekind), aux ondes de Maass (en), et aux caractères de Dirichlet (dans ce cas, elles sont appelées fonctions L de Dirichlet). Lorsque l'hypothèse de Riemann est formulée pour les fonctions zêta de Dedekind, elle est connue sous le nom d'hypothèse de Riemann étendue (HRE) et lorsqu'elle est formulée pour les fonctions L de Dirichlet, elle est connue sous le nom d'hypothèse de Riemann généralisée (HRG).

## Hypothèse de Riemann généralisée (HRG)
L'hypothèse de Riemann généralisée a sans doute été formulée pour la première fois par Adolf Piltz (de) en 1884.
De même que l'hypothèse de Riemann originelle, elle a d'importantes conséquences sur la répartition des nombres premiers.

### Définitions
Un caractère de Dirichlet est une fonction arithmétique complètement multiplicative χ pour laquelle il existe un entier naturel k > 0 tel que, pour tout entier n, on ait χ(n + k) = χ(n) et χ(n) = 0 si n n'est pas premier avec k.
On définit la fonction L de Dirichlet d'un tel caractère par :
pour tout nombre complexe s de partie réelle > 1. Par prolongement analytique, cette fonction peut être étendue à une fonction méromorphe définie sur tout le plan complexe.

### Énoncé
L'énoncé de l'hypothèse de Riemann généralisée est le suivant :

Pour tout caractère de Dirichlet χ, si s est un nombre complexe tel que L(χ, s) = 0 et si sa partie réelle est strictement comprise entre 0 et 1, alors elle vaut en fait 1/2.
Le cas du caractère trivial (χ(n) = 1 pour tout n) correspond à l'hypothèse de Riemann ordinaire.

### Conséquences de l'hypothèse de Riemann généralisée
- Soient a et d deux entiers naturels premiers entre eux, avec d non nul. D'après un théorème de Dirichlet, la progression arithmétique a, a + d, a + 2d, a + 3d… contient une infinité de nombres premiers. Notons π(x,a,d) le nombre de nombres premiers appartenant à cette progression et inférieurs ou égaux à x.
Si l'hypothèse de Riemann généralisée est vraie alors, pour tout réel ε > 0 :{\displaystyle \pi (x,a,d)={\frac {1}{\varphi (d)}}\int _{2}^{x}{\frac {1}{\ln x}}\,{\rm {d}}x+O(x^{1/2+\varepsilon })\quad {\mbox{ lorsque }}\ x\to \infty }où φ désigne la fonction indicatrice d'Euler et O le symbole de Landau. C'est une version beaucoup plus forte du théorème des nombres premiers, et de la version quantitative du théorème de la progression arithmétique.
- Si l'hypothèse de Riemann généralisée est vraie alors[2], pour tout entier n > 0, tout sous-groupe propre du groupe des inversibles modulo n évite au moins un entier compris entre 1 et 2(ln n)2 et au moins un entier premier avec n et compris entre 1 et 3(ln n)2 ; autrement dit : tout nombre composé m possède un témoin de non-primalité inférieur à 2(ln m)2 et les inversibles modulo n sont engendrés par ceux inférieurs à 3(ln n)2. Ces résultats sont souvent utilisés dans les démonstrations et ont de nombreuses conséquences. Par exemple :
  - si l'hypothèse de Riemann généralisée est vraie, alors le test de primalité de Solovay-Strassen[3] et le test de primalité de Miller-Rabin sont assurés d'être exécutés en temps polynomial (un test de primalité en temps polynomial qui ne requiert pas l'hypothèse de Riemann généralisée, le test de primalité AKS, a été publié en 2002).
- La conjecture faible de Goldbach découle aussi de l'hypothèse de Riemann généralisée.

## Hypothèse de Riemann étendue (HRE)
Soient K un corps de nombres (une extension finie du corps ℚ des rationnels) et OK l'anneau de ses entiers (la fermeture intégrale dans K de l'anneau ℤ des entiers relatifs). Si a est un idéal non nul de OK, désignons sa norme par Na. La fonction zêta de Dedekind de K est alors définie par
pour tout nombre complexe s de partie réelle > 1. La somme porte sur tous les idéaux non nuls a de OK.
La fonction zêta de Dedekind satisfait une équation fonctionnelle et peut être étendue par prolongement analytique sur le plan complexe entier. La fonction résultante contient des informations importantes sur le corps de nombres K.
L'hypothèse de Riemann étendue affirme que :

Pour tout corps de nombres K, si s est un nombre complexe tel que ζK(s) = 0 et si sa partie réelle est strictement comprise entre 0 et 1, alors elle vaut en fait 1/2.
Le cas de l'extension triviale (K = ℚ, donc OK = ℤ) correspond à l'hypothèse de Riemann ordinaire.